# 마녀공장
주식회사 마녀공장은 대한민국의 기능성 화장품 기업이다.

## 보유 브랜드
- 기초 화장품 브랜드: 마녀공장, 아워비건
- 향 특화 브랜드: 바닐라부티크
- 색조 화장품 브랜드: 노머시

### 내용주
1. ↑  한국투자증권과 유진투자증권을 주관사로 공모가 16,000원에 코스닥 시장에 상장